# 角落小夥伴

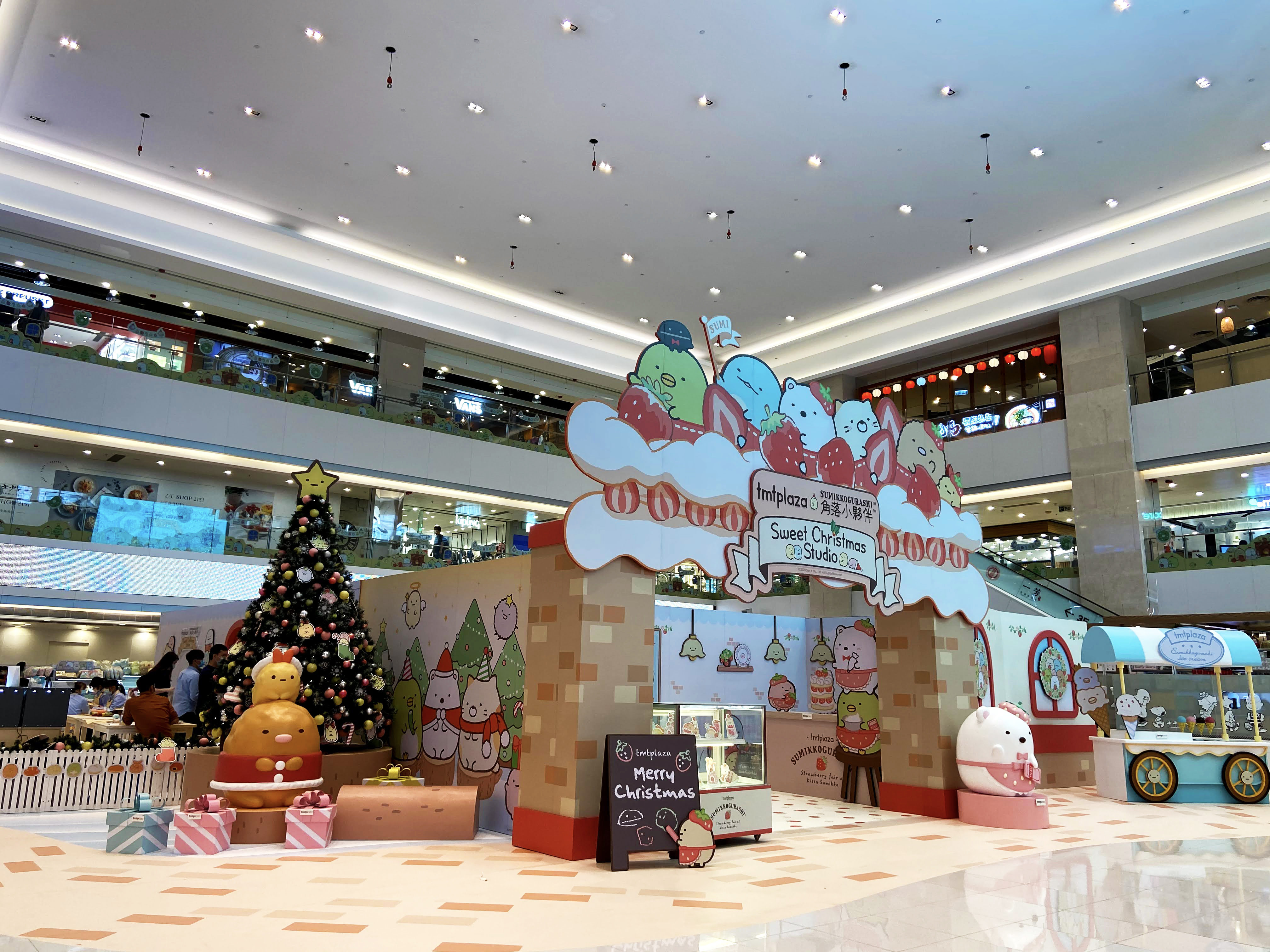
2020年 香港屯門市廣場 x 角落小夥伴 聖誕裝飾

角落小夥伴（日语：すみっコぐらし），又名角落生物，是由日本企業San-X社員橫溝由里在2012年9月所創造出的擬人角色。

## 登場角色

### 角落生物主角
白熊
白熊是一隻怕冷又內向的北極熊，雖然是北極熊但卻害怕冷，所以從北方逃跑了出來，帶着包袱南下。喜歡一切溫暖的東西，像熱茶、被窩等。白熊跟企鵝？是好朋友，但卻常常為了爭搶角落而吵架。
特長：畫畫
性格：怕生怕冷
興趣：喝茶
企鵝？
企鵝？擁有睜不大的眼睛、不太像企鵝的黃綠色身體，還有腳上有蹼。因為身體特徵都跟一般企鵝相差甚遠，所以自己也不太確定自己是不是企鵝，只記得以前頭上曾有過碟子，每一天都忙著尋找自我。實際上是一隻河童。
愛吃：小黃瓜
興趣：閱讀、音樂
敵人：爪子(常常被抓到)
炸豬排
炸豬排是來自炸豬排的邊邊，面上（鼻子）粉紅色的部份是1%的瘦肉，其餘是99%肥油及酥脆麵衣，因為太油所以被常常吃剩下來，想起過去被吃剩的心理創傷，有時候會顯得鬱鬱寡歡，希望有一天會被吃掉，常常發呆，會用乾燥劑除濕保持酥脆，但常常會被麻雀啄去頭上的麵衣。他是食物，但是可以吃东西
炸豬排良伴：醬汁、芥末、袋子
貓咪
個性害羞、怯懦，常待在角落抓牆壁，只要躲起來就會很安心。雖然害羞，但其實內心很溫暖，常常照顧旁人感受。很在意體型，嚮往纖細身形和長長的尾巴，但因為愛吃所以身體沒線條。
性格：心思細膩
愛吃：貓罐頭、魚、貓草
敵人：蜜柑

蜥蜴
擁有大嘴巴、背鰭和水藍色的身軀。其實是倖存的恐龍，因為怕被抓走所以偽裝成蜥蜴的樣子，以「蜥蜴」的身份生活，對其他角落生物也緊守着秘密，經常想念大海和母親，和偽蝸牛是好朋友，而且只有偽蝸牛知道他的秘密。
愛吃：魚
特長：游泳

### 迷你角落生物
包袱巾（裹布）
是白熊由北方南下的行李，經常被用作不同用途上，例如野餐墊、搬行李、被拿去角落占位子、當作靠墊等。是白熊的好朋友，常被怕冷的白熊裹在身上禦寒。
炸蝦尾
炸蝦尾是因為太硬而被吃剩，跟炸豬排為心靈相通的好朋友。留言會想起以前身體好長的時候，會羨慕在便當裏最受歡迎的章魚，總希望自己有一天會被吃掉。
炸蝦尾經典系列：外賣袋、配搭小蕃茄、塔塔醬
雜草
雜草是角落生物中難得積極的角色，每天都展現笑臉，愛結交朋友，夢想是成為花店裏的花束，擁有永不放棄的積極態度。雙腳是根部，可以用來走路和吸水。跟貓咪是好朋友，常被貓咪澆水呵護。
偽蝸牛（蛞蝓）
偽蝸牛是恐龍的好朋友，是一隻嚮往成為蝸牛的蛞蝓，總是背着外殼假裝自己是蝸牛，對自己說謊會感到內疚，常常背上不是殼的東西，像包裹布、粉圓、背包等等。
粉圓
粉圓是在珍珠奶茶被喝剩下來的，因為不好吸所以被放棄。粉圓數量很多，個性彆扭，通常面無表情，喜歡亂塗鴉、模仿各種物品，摸起來很有彈性。有紅色、黃色、藍色、紫色、綠色、橙色、深藍色、黑色和彩色粉圓。黑色粉圓是比其他粉圓個性更加彆扭的存在。彩色粉圓為粉圓樂園的員工。
粉圓經典口頭禪是：「啊～做不下去了啦～」
飛塵
飛塵都是積極的角色，有一張笑呵呵的臉蛋，懂得飛，身體輕飄飄的，飛塵是無憂無慮的一群。經常聚集在角落，集合在一起就會變大，也可以分裂成小飛塵。怕水，喜歡待在垃圾桶，一出門就會被風吹走。
麻雀
麻雀是一隻普通的麻雀，對炸豬排很感興趣，經常會偷偷啄走他頭上的麵衣。經常四處遊走，時飛時走。與貓頭鷹感情融洽，同時對裹布裏的東西很好奇。
山
是一座小山，嚮往成為富士山，所以出現在溫泉區假裝成富士山，會被其他角落生物攀登。
飯糰
炸蝦尾最喜歡吃的東西，常常被放在要去遠足的便當盒裡。
幽靈
居住在小閣樓裏的幽靈，心地善良，因為不想嚇壞人所以總是躲起來。碰到喜歡或有趣的東西會打開嘴巴，所以就會容易嚇到人，又會提醒自己緊閉嘴巴。喜歡打掃，所以閣樓很乾淨。

### 其他角落生物
鼴鼠（貢丸、馬鈴薯）
住在地底的角落，喜歡睡覺，最高紀錄是睡一星期，會因為地面太吵所以爬上來看看，對地面上的角落生物充滿好奇心，會模仿其他生物的行為。
貓(灰色)
貓的兄弟之一，充滿活力丶好奇心。
貓(虎斑)
貓的兄弟之一，喜歡睡覺。
冰棒棍
因為沒有中獎而被丟棄，夢想是希望成為中獎的冰棒棍，會偷偷潛入糖果店裡（聽說集十根沒中獎的也可以換一支冰棒喔。）
貓頭鷹
麻雀的好朋友，本身是夜行動物，為了可以常常見到麻雀，所以會努力在白天保持清醒，導致睡眠不足。有時候會睜大眼睛，聽說可以召來幸福。
企鵝（真）
從南方來的企鵝，曾經有和白熊見過面(企鵝(真)和白熊都在北極的時候)(那時候企鵝(真)就在旅行了)，旅行到日本的時候，遇到角落夥伴們，被引到角落去，玩了一段時間就繼續旅行了，有一段時間企鵝？忌妒他，不過後來企鵝？和他是好朋友，甚至企鵝(真)萬卷書窩窩的時候哭的比白熊還傷心呢！
企鵝（真）的包袱
和白熊一樣，是個被珍惜的包袱，只不過他與白白的包袱不一樣的是企鵝(真)的包袱是笑臉，但白白的包袱是沒表情。裡面都是裝企鵝（真）的特產。
炸魚尾
因為太硬已被吃剩下來，跟炸豬排和炸蝦尾不同的是，他覺得沒被吃掉很幸運，個性很正面積極，跟炸蝦尾是好朋友，兩人經常懷念過去，感情相當好。
蘑菇
住在森林裏，因為頭上的蕈傘太小，所以戴了另一個大簟傘在頭上，和偽蝸牛是好朋友。
角落神
一直在大家看不見的角落守護著大家，每五年才有機會見到一次，手持變換自如的金色夾子，也因長年的修練，變成了角落的形狀了（完完全全的90度）。能力是能讓灰塵變乾淨。
角落神弟子
角落神的弟子，跟隨角落神修行中
蜥蜴（真）
是真正的蜥蝪，擁有綠色的身體，跟恐龍感情很好，個性不拘小節，所以未有發現恐龍不是蜥蝪，喜歡無憂無慮的生活。
乾淨的灰塵
藉著角落之神的能量，被變乾淨的灰塵。有天使的翅膀。
砂丘
一個希望成為金字塔的小沙丘。跟山是朋友。
恐龍媽媽
倖存的恐龍，更是恐龍的母親。生活在大海裏，個性十分溫柔。曾經跟恐龍一起生活，但現在分隔兩地，被人類當成傳說中的水怪。
咖啡豆老闆
沉默寡言，開了一間咖啡店。
麵包店長
麵包店賣剩的麵包，開了麵包店。
方糖店長
和方糖副店長為喝咖啡剩下的方糖，但很享受方糖的生活，與其開了一間甜點店。
方糖副店長
和方糖店長為喝咖啡剩下的方糖，但很享受方糖的生活，與其開了一間甜點店。
板栗駅長
阪急電車的車長
星星（海星？）
從天空掉下來。發著微弱的光。自尊心強。因掉入海中曾被誤以為海星，後被小伙伴幫助星星(海星？)想起自己是星星而回到天上。
一番星
星星三兄弟之一
二番星
星星三兄弟之一
三番星
星星三兄弟之一
薑片
被吃剩的薑片
芥末
被吃剩的芥末
小龍蝦
跟炸蝦尾很相似。
海星
住在海裡，普通的海星。
小丑鱼
雖然會從海葵探頭出來，但還是躲在角落最安心。
刺魨
個性穩重。雖然是刺魨卻沒有刺。常被當成河豚，很困擾。
海龜
容易受驚嚇。非常憧憬可以把脖子縮進殼裡的陸龜。
水母
不想隨波逐流而躲在角落。為大海應增添許多色彩。
海鷗
吃了太多魚身體圓滾滾。總是貼著水面飛行，和貓很合。
玉米們
來自不同地方被吃剩的玉米
兔子大師
負責照顧庭院，擅長泡茶和種花。和咖啡豆老闆是朋友。
見習兔子
和兔子大師一起照顧庭院，桃色毛髮的膽小，白色毛髮的充滿活力，茶色毛髮的愛睡覺
庭院主人
庭主的主人，喜歡去旅行
雙葉草
在盆栽的植物，希望長成四葉草
夾子
突然出來的夾子，會把小夥伴捉起來
棉花
特殊的棉花，有着一張笑臉
炸物三兄弟
有希望成為炸豬扒、希望成為炸蝦等的三兄弟
爆谷
在電影院座位上的爆谷
柴犬
充滿活力，喜歡吃飯團，救下差點掉下悬崖的幼犬。
幼犬
迷路的幼犬，實為狼，曾差點掉下悬崖，被柴犬所救。由於被柴犬所救所以稱自己為狗
幽灵的朋友们
幽灵的朋友们，在公园生活
炸豬扒國王
食物王國的國王。曾經是在超市賣得最好的食物
天婦羅花隊員
性情穩重。眉毛鋒利。炸豬扒國王的員工
聖女果
曾經是午餐被剩下的聖女果。正在享受食物王國的生活。
飯粒
被遺忘在角落的飯粒。來到食物王國生活。

### 電影版出場

#### 《角落小夥伴電影版：魔法繪本裏的新朋友》登場
小灰雞？
是被畫在魔法立體繪本空白扉頁的角落，為了尋找朋友展開冒險。
灰狼
《小紅帽》中的角色，想吃了炸豬排。
狐狸
《賣火柴的小女孩》中的角色，幫助白熊離開《賣火柴的小女孩》的故事
浣熊
《桃太郎》中的角色
灰兔
《桃太郎》中的角色
雉鸡
《桃太郎》中的角色
猴子
《桃太郎》中的角色
狗
《桃太郎》中的角色
惡鬼
《桃太郎》中的角色

#### 《角落小夥伴電影版：藍色月夜的魔法之子》登場
一
淡褐色，巫師首領，兄弟中最大的一名
二
深紫色，十分博學，兄弟中唯一一個帶着眼鏡，排行第二
三
淡藍色，十分淘氣，排行第三
四
淡藍色，有着兄弟中最宽阔的体格，貪食，排行第四
五
淡紫色，兄弟中最小的一名，排行第五
榛子樂團
因魔法而獲得生命的榛子們

#### 《角落小夥伴們的關係》
Template:怎樣算角落生物?
大部分的角落生物都有自己的辛酸故事及與同類迥異的地方，但有些角落生物(麻雀、貓頭鷹、小鼴鼠、灰塵）則是因為在角落附近活動或與其他角落生物有關連，而間接變成角落生物。
Template:角落生物的性格
一般都會與自己本身產生奇妙的矛盾，像是白熊（北極熊）怕冷，灰塵愛乾淨、幽靈不愛嚇人。
其他多半是害羞、溫柔、體貼
有些則是（多半是小型腳色）面無表情，不知其性格。

## 電影

### 第一部
《角落小夥伴電影版：魔法繪本裡的新朋友》於2019年11月8日上映，香港2020年6月25日上映。

### 第二部
《角落小夥伴電影版：藍色月夜的魔法之子》於2021年11月5日上映，香港於2023年5月30日上映。

### 第三部
《角落小夥伴電影版：奇幻的玩具工廠》於2023年11月3日上映。
官方於2023年10月12日宣布井之原快彥退出旁白配音，由本上真奈美一人擔任。

### 第四部
《角落小夥伴電影版：空中的王國與兩位小夥伴》預計於2025年10月31日上映。

## 書籍

### 日文
- よこみぞ ゆり. . 日本: 主婦と生活社. 2014-03-28. ISBN 9784391145007 （日语）.
- ねーねー編集部. . 日本: 主婦と生活社. 2014-10-01. ISBN 9784391636635 （日语）.
- San-X (監修). . 日本: KADOKAWA/中経出版. 2015-09-17. ISBN 9784046012722 （日语）.
- San-X (監修). キャラぱふぇ編集部 , 编. . 日本: KADOKAWA/アスキー・メディアワークス. 2016-06-23. ISBN 9784048921619 （日语）.
- よこみぞ ゆり. . 日本: 主婦と生活社. 2016-07-01. ISBN 9784391148312 （日语）.
- San-X (監修). . 日本: KADOKAWA/中経出版. 2017-02-02. ISBN 978-4046015679 （日语）.
- San-X (監修), 武山廣道 (監修). リベラル社 , 编. . 日本: 星雲社. 2017-12-19. ISBN 9784434241666 （日语）.
- San-X (監修). . 日本: 主婦と生活社. 2018-07-31. ISBN 9784391641585 （日语）.
- よこみぞ ゆり. . 日本: 主婦と生活社. 2018-11-02. ISBN 9784391151503 （日语）.
- San-X (監修). . 日本: 星雲社. 2019-04-25. ISBN 9784434258718 （日语）.

### 中文
- 橫溝由里. 高雅溎 , 编. . 台灣: 布克文化. 2015-08-06. ISBN 9789865728502 （中文（繁體））.
- 橫溝由里. 高雅溎 , 编. . 台灣: 布克文化. 2016-12-15. ISBN 9789865728991 （中文（繁體））.
- 稻熊由夏, 山本ちかこ, Junko. 黃玉寧 , 编. . 台灣: 繪虹企業. 2017-06-01. ISBN 9789869451178 （中文（繁體））.
- 主婦與生活社. 楊毓瑩 , 编. . 台灣: 台灣角川. 2017-10-26. ISBN 9789864738618 （中文（繁體））.
- 橫溝由里. 高雅溎 , 编. . 台灣: 布克文化. 2017-12-14. ISBN 9789869523219 （中文（繁體））.
- 稲熊由夏. 黃小栗 , 编. . 台灣: 台灣角川. 2018-03-28. ISBN 9789575641139 （中文（繁體））.
- 主婦與生活社. 呂沛餘 , 编. . 台灣: 台灣角川. 2018-04-26. ISBN 9789575641788 （中文（繁體））.
- 主婦與生活社. 呂沛餘 , 编. . 台灣: 台灣角川. 2018-05-23. ISBN 9789575642259 （中文（繁體））.
- 橫溝由里. 高雅溎 , 编. . 台灣: 布克文化. 2019-01-05. ISBN 9789579699464 （中文（繁體））.
- 主婦與生活社. 高雅溎 , 编. . 台灣: 布克文化. 2020-05-30. ISBN 9789865405700 （中文（繁體））.
- 橫溝由里. 高雅溎 , 编. . 台灣: 布克文化. 2021-01-07. ISBN 9789865405847 （中文（繁體））.
- 横沟百合. 烨伊 , 编. . 南宁: 接力出版社. 2024. ISBN 978-7-5448-8473-0 （中文（简体））.
- 主婦與生活社. 高雅溎 , 编. . 台灣: 布克文化. 2021-06-26. ISBN 9789865568306 （中文（繁體））.

## 相關連結
- San-X

## 外部連結
- 官方网站 （日語）
- 角落小夥伴的Facebook專頁
- 角落小夥伴的X（前Twitter）